# بات ماكدونالد (ممثلة)
بات ماكدونالد (بالإنجليزية: Pat McDonald)‏ هي ممثلة أسترالية، ولدت في 1 أغسطس 1921 في ملبورن في أستراليا، وتوفيت في 10 مارس 1990 في North Shore, Victoria ‏ في أستراليا بسبب سرطان البنكرياس.

## وصلات خارجية
- بات ماكدونالد (ممثلة) على موقع IMDb (الإنجليزية)
- بات ماكدونالد (ممثلة) على موقع قاعدة بيانات الفيلم (الإنجليزية)